# Prasinocyma dohertyi
Prasinocyma dohertyi là một loài bướm đêm trong họ Geometridae.